# Кошачьи миры Луиса Уэйна
«Кошачьи миры Луиса Уэйна»; оригинальное название «Электрическая жизнь Луиса Уэйна» (англ. The Electrical Life of Louis Wain) — биографический фильм 2021 года, снятый Уиллом Шарпом по сценарию, написанному им совместно с Саймоном Стивенсом. В главных ролях снялись Бенедикт Камбербэтч, Клэр Фой, Андреа Райсборо и Тоби Джонс.

## Сюжет
Картина рассказывает историю английского художника Луиса Уэйна (1860—1939), ставшего известным благодаря своим многочисленным антропоморфным изображениям кошек.
Луис является единственным мужчиной-добытчиком в семье, где кроме него есть пять сестёр и мать. Однажды у них появляется гувернантка Эмили, в которую, сам того не подозревая, влюбляется герой. Их чувства вспыхивают мгновенно, несмотря на осуждение и порицание обществом и семьёй самого Луиса. Немного погодя они женятся и переезжают в другой дом за город, где день за днём наслаждаются счастьем бытия. Однажды, чувствуя недомогание, Эмили вызывает врача, который сообщает ей о страшной смертельной болезни. С тех пор пара не расстаётся ни на минуту, но одним зимним утром Эмили уходит из жизни.
Жизнь Луиса превращается в череду событий из белых и черных полос, где его повсюду сопровождает назойливая сестра. Перед смертью супруга дала ему ценный совет, которому он будет следовать всю оставшуюся жизнь — видеть красоту мира и делиться ею с окружающими. В картине показывают всю любовь в её великих масштабах и великую печаль от потери этой любви.

## В ролях
- Бенедикт Камбербэтч — Луис Уэйн
- Клэр Фой — Эмили Ричардсон-Уэйн
- Андреа Райсборо — Кэролайн Уэйн
- Тоби Джонс — сэр Уильям Ингрэм
- Джейми Деметриу[англ.] — Ричард Кейтон Вудвиль[2]
- Эйми Лу Вуд — Клэр Уэйн[3]
- Хейли Сквайрс[англ.] — Мэри Уэйн
- Стейси Мартен — Фелиция Уэйн
  - Индика Уотсон[англ.] — Фелиция в детстве
- Джулиан Бэррэтт — доктор Уэлфик
- Шерон Руни — Джозефина Уэйн
- Адиль Ахтар[англ.] — Дэн Райдер
- Асим Чаудри — Герберт Рейлтон
- София Ди Мартино — Джудит
- Оливье Рихтерс[англ.] — проходной боксёр
- Оливия Колман — рассказчица[4]
- Ник Кейв — Герберт Уэллс[4]
- Тайка Вайтити — Макс Казе[англ.][4]
- Ричард Айоади — Генри Вуд

## Производство
В 2014 году сценарий к фильму попал в список лучших (ещё не экранизированных) сценариев в Великобритании.
В июле 2019 года в СМИ появилась информация, что Бенедикт Камбербэтч, Клэр Фой, Андреа Райсборо и Тоби Джонс исполнят в картине главные роли. В августе стало известно, что к основному актёрскому составу фильма присоединились Хейли Сквайрс, Стейси Мартин, Джулиан Бэррэтт, Эйми Лу Вуд, Адиль Ахтар и Асим Чодри.

## Маркетинг
Локализованный трейлер фильма был впервые опубликован в интернете 23 сентября 2021 года.

## Релиз
Премьера фильма состоялась 2 сентября 2021 года на кинофестивале в Теллурайде (США). В том же месяце картина приняла участие в конкурсной программе  Международного кинофестиваля в Торонто. «Кошачьи миры Луиса Уэйна» выйдут в ограниченный прокат в США 22 октября 2021 года, а 5 ноября 2021 года будут выпущены на Prime Video.

### Комментарии
1. ↑  Название отсылает к паранаучной гипотезе, которую сформулировал Уэйн[1]